# Ивано-Франкивски район
Ивано-Франкивски район (на украински: Івано-Франківський район) е район на Ивано-Франкивска област, Украйна. Създаден е през юли 2020 г. като част от административната реформа в Украйна, обединявайки пет предишни района – Богородчани, Халич, Рохатин, Тлумач и Тисменица, както и общините Ивано-Франковск и Бурщин. Центърът на района е град Ивано-Франкивск. Населението на района е 560 100 души (2020). 

## Подразделения
При създаването си районът се състои от 20 громади.